# Aristes
Aristes es un lugar designado por el censo (en inglés, census-designated place, CDP) ubicado en el condado de Columbia, Pensilvania, Estados Unidos. Según el censo de 2020, tiene una población de 256 habitantes.

## Geografía
La localidad está ubicada en las coordenadas 40°48′52″N 76°20′27″O / 40.81444, -76.34083 (40.81443, -75.294759).

## Demografía
Según la Oficina del Censo en 2000, los ingresos medios por hogar en la localidad eran de $21 607 y los ingresos medios por familia eran de $27 500. Los hombres tenían unos ingresos medios de $29 830 frente a los $21 875 para las mujeres. La renta per cápita para la localidad era de $13 302. Alrededor del 18,8% de la población estaba por debajo del umbral de pobreza.
De acuerdo con la estimación 2015-2019 de la Oficina del Censo, los ingresos medios por hogar en la localidad son de $ 46 786 y los ingresos medios por familia son de $59 063. Alrededor del 10,6% de la población está por debajo del umbral de pobreza.